# Constantin Levaditi
Constantin Levaditi est un médecin et microbiologiste roumain, naturalisé français, né le 1er août 1874 à Galați et mort le 5 septembre 1953 à Paris, connu pour ses découvertes en virologie et en immunologie, principalement sur la poliomyélite et la syphilis.

## Biographie
Constantin Levaditi est né le 1er août 1874 à Galati, en Roumanie, sur les bords du Danube. Orphelin de père et de mère, il est élevé par sa tante, lingère à l'hôpital Brancovan de Bucarest. Après des études secondaires au collège Matthieu Basarab, il s'inscrit en 1892 à l'université de médecine et de pharmacie Charles d'Avila où il étudie sous la direction de Victor Babès, dont il devient le préparateur puis l'assistant à l'Institut de pathologie et de bactériologie. En 1898, il se rend en France. Il y travaille d'abord à l'Hôtel-Dieu, chez Charles Bouchard, puis au Collège de France, comme préparateur bénévole d'Albert Charrin. Il fait ensuite un stage d'un an auprès de Paul Ehrlich, à l'Institut Georg-Speyer (de) de Francfort.
En 1900, recommandé par Émile Roux et par son compatriote Jean Cantacuzène, il entre comme préparateur à l'Institut Pasteur, dans le laboratoire d'Élie Metchnikoff auprès duquel il mène sur la syphilis des recherches qu'il poursuivra à partir de 1910 dans un laboratoire indépendant mis à sa disposition par Émile Roux, devenu directeur général de l'institut. En 1902, il est reçu docteur en médecine pour une étude sur les mastocytes et la mastocytose. En 1903, il épouse en Roumanie la fille du professeur Istrati dont il a un fils en 1906, Jean, qui deviendra un éminent spécialiste en pathologie anatomique. Deux ans plus tard, en 1908, il obtient la naturalisation française.
Avec Karl Landsteiner, il isole en 1909 le virus de la poliomyélite, établissant définitivement l'origine de la maladie,, et dans les mois qui suivent, toujours avec Landsteiner, il réussit à détecter la présence du virus dans d'autres tissus que les tissus nerveux. Il poursuit cette étude pendant une épidémie de poliomyélite en Suède. Travaillant avec des chercheurs scandinaves, parmi lesquels Oskar Medin, il rassemble de précieuses observations sur les caractéristiques du virus de la poliomyélite et signe en 1913, avec Carl Kling (sv), la première monographie consacrée à cette maladie. Ce travail servira de base au développement du vaccin par Jonas Salk et Albert Sabin.
Levaditi est élu membre correspondant de l'Académie roumaine en 1910. De 1912 à 1919, il assure le secrétariat des séances de la Société de pathologie exotique. En 1919, il retourne en Roumanie. Il y séjourne pendant trois ans pour y enseigner à l'université de médecine et de pharmacie de Bucarest avant de tenir, en 1921, à la demande du gouvernement Roumain, la chaire de microbiologie de la faculté de médecine de Cluj.
Rentré en France, il poursuit à l'Institut Pasteur ses travaux sur la syphilis, il en expérimente le traitement par le stovarsol,, il en introduit le traitement par le bismuth et, à l'occasion de ses recherches, il renouvelle l'ensemble des méthodes de la sérologie. Après la découverte du sulfanilamide, il poursuit l'étude expérimentale des médicaments sulfamidés,.
Il est nommé professeur à l'Institut Pasteur en 1926 et à l’École de sérologie appliquée l'année suivante. En 1928, il est élu à l'Académie de médecine. En 1931, il est président de la Société française de sérologie appliquée et vice-président de la Société de biologie. En 1932, il est nommé à la direction scientifique de l'Institut Alfred-Fournier qui vient d'être créé. Il est fait commandeur de la Légion d'honneur l'année de la déclaration de guerre. Atteint par la limite d'âge, il prend sa retraite de Pasteur en 1940. Cependant, il reste à son poste à Fournier jusqu'à la fin, travaillant après la Libération sur les antibiotiques et plus particulièrement sur la résistance bactérienne à ces nouveaux agents thérapeutiques.
Constantin Levaditi est mort à Paris, le 5 septembre 1953.

### Travaux de synthèse
- 1902 : Le Leucocyte et ses granulations  (préf. Paul Ehrlich), Paris, Gauthier-Villars, coll. « Scientia / Série biologique » (no 15 et 16), 159 p. (OCLC 14785182).
- 1904 : La Nutrition dans ses rapports avec l'immunité, Paris, Masson et Cie, coll. « Encyclopédie des aide-mémoire » (résumé).
- 1908 : (de) Handbuch der Technik und Methodik der Immunitätsforschung, Iéna, J. Fischer Verlag, avec Rudolf Kraus.
- 1909 : La Syphilis : Expérimentation, microbiologie, diagnostic  (préf. Élie Metchnikoff), Paris, Masson et Cie, VIII-396 p. (OCLC 876613423), avec Jean Roché.
- 1914 : (de) Handbuch der Immunitätsforschung und experimentellen Therapie, mit besondere Bercksichtigung der Technik und Methodik Bearbeitet, von Emil Abderhalden, B. Aschner u.a., herausgeben von Prof. Dr Rudolf Kraus und Dr Constantin Levaditi, neu bearbeitete und erweiterte 2 Auflag des Handbuchs der Technik und Methodik der Immunitätsforschung, Iéna, J. Fischer Verlag, avec Rudolf Kraus.
- 1922 : Ectodermoses neurotropes : Poliomyélite, encéphalite, herpes ; Étude clinique, épidémiologique, histopathologique et expérimentale  (préf. Émile Roux), Paris, Masson et Cie, coll. « Monographies de l'Institut Pasteur » (OCLC 23394023). (Réédition : Kessinger Legacy Reprint, 2010, 278 p.  (ISBN 978-1-160-08437-6).)
- 1924 : Le Bismuth dans le traitement de la syphilis, Paris, Masson et Cie, 316 p., 31 fig., 1 pl. coul. (présentation en ligne).
- 1926 : L'Herpès et le Zona, « ectodermoses neurotropes » : Étude étiologique et pathogénique, Paris, Masson et Cie, VII-388 p. (OCLC 601055262).
- 1933 : Travaux de microbiologie et de pathologie humaines et animales (1897-1933) : Addendum, Paris, Masson et Cie, impr. L. Maretheux et A. Pactat, XVI-152 p. (OCLC 31021257).
- 1943 : Les Ultravirus des maladies animales : Nature des ultravirus. Immunité. Méthodes physiques et chimiques. Virus des maladies animales, Paris, Montpellier, librairie Maloine, 1226 p., 1 vol., 202 fig. (OCLC 6439718), avec Pierre Lépine et Jean Verge.
- 1945 : Précis de virologie médicale : Vaccine-variole, herpès, encéphalites, rage, poliomyélite, chorio-méningite, fièvre jaune, psittacose, influenza, maladie de Nicolas et Favre, nature et genèse des ultravirus, techniques, Paris, Masson et Cie (OCLC 13069451).
- 1945 : La Pénicilline et ses applications thérapeutiques, Paris, Masson et Cie, 151 p. (OCLC 14742069, présentation en ligne).
- 1949 : Images électroniques en microbiologie : Bactéries, rickettsia, spirochètes, ultravirus, bactériophages ; Méthodes, morphologie, structure, dimensions et genèse, Paris, librairie Maloine (OCLC 14654383).

### Titres et travaux
- Travaux scientifiques de C. Levaditi, professeur à l'Institut Pasteur, Paris, imprimerie de la cour d'appel, 1928, 41 p. (lire en ligne).

### Sur Levaditi
- Radu Ifttimovici (communication présentée à la séance du 22 février 1975 à la Société française d'histoire de la médecine), « Le Centenaire de la naissance de Constantin Levaditi (1874-1953) », Histoire des sciences médicales, vol. 9, no 1,‎ 1975, p. 74-78 (lire en ligne)
- (en + el) John Lascaratos, George Kalantzis et Panagiotis Skiadas (avec un résumé en anglais), « Constantin Levaditi : Un pionnier inconnu de la recherche en immunologie », Archives of Hellenic Medicine, vol. 20, no 3,‎ mai-juin 2003, p. 319-325 (lire en ligne, consulté le 25 septembre 2012).
- Pierre Lépine, « Constantin Levaditi », Annales de l'Institut Pasteur, Paris, Masson et Cie, vol. 85,‎ 1953.
- Jean Levaditi, « Constantin Levaditi (1874-1953) ou Un demi-siècle de recherches sur les maladies infectieuses[13] », Médecine et maladies infectieuses, vol. 8, no 6,‎ juin 1978, p. 309-311 (ISSN 0399-077X, DOI 10.1016/S0399-077X(78)80087-0).
- Jean Levaditi, « Levaditi Constantin (1874-1953) », dans Encyclopædia Universalis [en ligne], 2015 (présentation en ligne).
- Service des archives, « Constantin Levaditi (1874-1953) : Repères chronologiques », Institut Pasteur (lire en ligne. Consulté le 26 septembre 2012.)